# クトゥブッディーン・シーラーズィー
クトゥブッディーン・マフムード・ブン・マスウード・ブン・ムスリフ・シーラーズィー（ペルシア語: قطب الدين محمود بن مسعود بن مصلح الشيرازي, ラテン文字転写: Quṭb al-Dīn Maḥmūd ibn Masʿūd ibn Muṣliḥ al-Shīrāzī、1236年 - 1311年）は、13世紀ペルシアの博学者である。シーラーズで病院を営む医者の家系に生まれ、幼くして医学を志した。イブン・スィーナーの『医学典範』の真理を得るべく師と書物を求めて旅を重ね、幅広い学問に精通し、「アッラーマ（大学者）」と呼ばれた。哲学、医学、天文学をはじめ多岐にわたる分野で著作を残している。

## 生涯
クトゥブッディーン・シーラーズィーは、代表的な著作『医学典範注釈』の序文に自伝を残しており、その写本を典拠として人物像に関する多くの情報が伝わっている。
クトゥブッディーン・シーラーズィーは、1236年（ヒジュラ紀元634年）10月にシーラーズで生まれた。医師であった父ディヤーウッディーン・カーザルーニー（Ḍiyā' al-Dīn Maḥmūd Kāzarūnī）は、シーラーズでムザッファリー病院を営んでおり、クトゥブッディーンも幼少の頃より父について医学を学んだ。
14歳の時に父が亡くなると、クトゥブッディーンはその跡を受けて正式に病院の医者となった。そして、クトゥブッディーンは医学を究めることを志し、『医学典範』を精読、叔父カマールッディーン・カーザルーニー（Kamāl al-Dīn al-Kāzarūnī）など3人の権威の指導を仰ぎ、先人達の注釈を読み漁ったが、『医学典範』について抱いた疑問は解けなかった。クトゥブッディーンは24歳のときに、シーラーズを離れて修行の旅に出た。
クトゥブッディーンはマラーガに向かい、天文台建設の任にあったナスィールッディーン・トゥースィーに師事した。トゥースィーや、トゥースィーが招聘した学者達から多くを学んだクトゥブッディーンだが、肝心の『医学典範』の理解についてはいくらか進展したものの、不明なままの部分も残っていた。
そこで、クトゥブッディーンは再び修行のために旅立ち、ホラーサーンから、アジャムのイラク、アラブのイラク、ルームの諸地方を渡り歩いた。この間、クトゥブッディーンの詳しい足跡は、明らかになっていない。ジュワインのマドラサでナジュムッディーン・カーティビーの師範代として教鞭をとり、カズヴィーンで法学を学んだという説もあれば、イスファハーンに向かったという説もある。その後はバグダードでニザーミーヤ学院に寄宿し、イルハン朝の宰相シャムスッディーン・ジュワイニーの厚遇を受けたとされる。バグダードの後は、ルームの都コンヤへ向かった。
ルームでは、サドゥルッディーン・クーナウィーに師事してハディースを学び、また神秘主義詩人ジャラールッディーン・ルーミーと交流を持ったともいわれる。1274年（ヒジュラ紀元673年）にクーナウィーが亡くなると、後任としてスィヴァスやマラティヤの法官（カーディー）を務めた。スィヴァスに腰を落ち着けたクトゥブッディーンは、法官と法学教師の役目をこなしつつも、精力的に執筆活動を行っている。
1282年（ヒジュラ紀元681年）、クトゥブッディーンはイルハン朝の3代アフマド・テクデルがマムルーク朝のスルターン・カラーウーンのもとに送る使節団の一員となり、エジプトへ赴いた。エジプトでクトゥブッディーンは、イブン・ナフィースの注釈書など、『医学典範』に関する優れた注釈などの資料を入手し、それらを研究した結果『医学典範』について理解できなかった部分もすべて解決し、『医学典範』の真理に至るという長年の目標を成し遂げた。

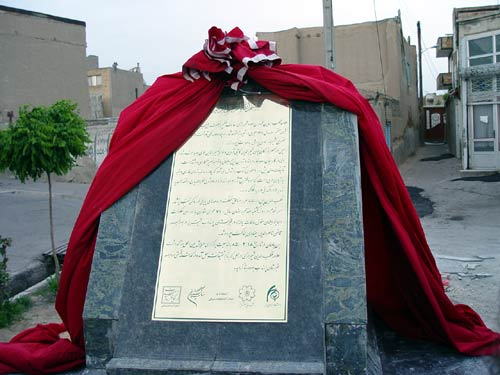
タブリーズのチャランダーブ墓地にあるシーラーズィーの墓

エジプトから戻ったクトゥブッディーンは早速、おそらくルームにおいて『医学典範』の注釈の執筆に着手した。後にアルグンに引き立てられ、イルハン朝の都タブリーズへ居を移し、1311年（ヒジュラ紀元710年）2月7日に亡くなるまで、タブリーズを中心に著述活動を行った。死の直前まで、『医学典範注釈』の推敲をしていたという。クトゥブッディーンの墓所は、タブリーズのチャランダーブ墓地にある。

## 業績・評価
クトゥブッディーン・シーラーズィーはイラン地域で非常に高く評価されている碩学の一人で、業績は多岐にわたっており、医学、天文学、数学、哲学、神学、クルアーン注釈などの分野で著作が知られている、人文科学と自然科学の諸分野を網羅した大知識人といえる。後世、クトゥブッディーンはその学識を讃えられ、「アッラーマ（大学者）」と呼ばれた。

### 著作
クトゥブッディーンの代表作として知られるのが『王冠の真珠』（Durrat al-taj li-ghurrat al-dubāj）で、ペルシア語で書かれた最大の哲学百科全書であり、アラビア語における『治癒の書』（イブン・スィーナー）と並び称される大著で、西ギーラーンの太守に献呈された。『諸学の見本』（Anmūẓaj al-ʿulūm）あるいは『クトゥブッディーンの知恵袋』（anbāna'-i quṭb）とも呼ばれている。内容の特徴は、数学が占める部分が大きいことが挙げられ、その中でも音楽理論にかなりの部分を割いており、後世クトゥブッディーンが数学者、音楽理論家として評価されている理由と目される。記述においてクトゥブッディーンが独自に執筆したのは論理学部分のみで、それ以外は包括的な百科全書の編纂を完遂することを優先し、先行する良書の記述をペルシア語訳することを選択したため、百科全書としての構成を除くとクトゥブッディーンの独自性には乏しい。
もう一冊、クトゥブッディーンの哲学書として有名なものが、シハーブッディーン・スフラワルディーの『照明哲学』に対するアラビア語で書かれた注釈『照明哲学註解』（Sharḥ ḥikmat al-ishāq）である。この注釈は、照明哲学を理解する上で欠かせないものとされているが、シャムスッディーン・シャフラズーリーの同名書と語句的な一致が多いことから、成立年代の早いシャフラズーリーに多くを依拠していると考えられている。
クトゥブッディーンが生涯情熱を傾けた『医学典範』の注釈は、ガザン・ハンの宰相を務めたサアドゥッディーン・ムハンマド・サーワジー（Sa‘d al-Dīn Muḥammad Sāwajī）へ献呈されたもので、『サアドへの献呈書』（al-Tuḥfa al-Sa‘dīya）と題している。別名『賢者たちの公園、医者たちの庭園』（Nuzhat al-ḥukamā'wa-rawḍat al-aṭibba'）、あるいは単純に『医学典範注釈』（Sharḥ al-Qānūn）とも呼ばれる。アラビア語で書かれたこの注釈書は、『医学典範』の注釈の中でも特に重要なものの一つとされ、発表された当時の学者たちからたいへんに賞賛されたという。

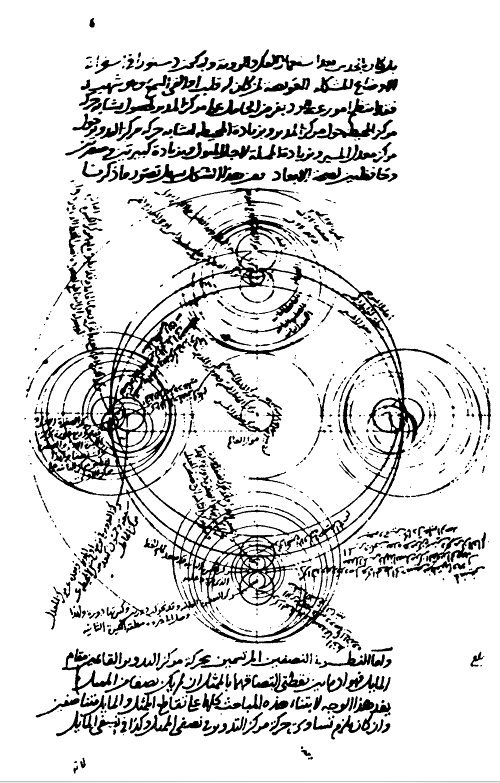
クトゥブッディーンの『シャーへの贈り物』の写本

クトゥブッディーンは、天文学に関する著作でも幅広い影響を及ぼした。後世、イスラム世界の理論天文学書のほとんどで、クトゥブッディーンの著作からの引用がみられる。クトゥブッディーンの天文書で良く知られているものは、宰相シャムスッディーン・ジュワイニーに献呈された大著『天文学知識の究極的理解』（Nihāyat al-idrāk）、水星と月の運行に関して新しい理論を提唱した『シャーへの贈り物』（al-Tuḥfat al-shāhīyah）、トゥースィーの息子アスィールッディーンに献呈したトゥースィーの天文学書への注釈『汝は為した。非を打つことなかれ』（Faʿalta fa lā talum）の3つがある。
その他、クトゥブッディーンの主な著作には以下のようなものがある。
数学
- Tarjumah-yi Taḥrīr-i Uṣūl-i Uqlīdis[12]: ナスィールッディーン・トゥースィーによるユークリッド幾何学分析のペルシア語訳。

天文学・地理学
- 『ムザッファル選集』（al-Ikhtiyārāt al-muẓaffarīyah）: ペルシア語の天文学書で、大部分は『天文学知識の究極的理解』の抜粋を翻訳したもの。

哲学
- 『泉の叡智注釈』（Ḥāshiyah ‘alā ḥikmat al-‘ain）: アラビア語によるナジュムッディーン・カーティビーの哲学書『泉の叡智』の注釈。
- 『指示と勧告注釈』（Ḥāshiyah ‘alā ishārāt wa tanbīhāt）: アラビア語によるイブン・スィーナーの哲学書『指示と勧告』の注釈。

医学
- 『医学と医者が必要であることの証明』（Bayān al-ḥāğa ilā al-ṭibb wa-l-aṭibbā'）: 『医学典範注釈』の抜粋で構成した医療倫理書[13]。

神学、法学、言語学、修辞学など
- al-Intiṣāf: アラビア語によるザマフシャリーのクルアーン注釈“al-Kashshāf”の注釈。
- Fatḥ al-minān: アラビア語で書かれたクルアーンの包括的な注釈。
- Kitāb mushkilāt al-tafāsīr（難点の解釈の書）: アラビア語による修辞学書。
- 『諸学の鍵要略』（Miftāḥ al-miftāḥ）: アラビア語で書かれたサッカーキー（英語版）の修辞学書『諸学の鍵』の注釈。
- Mushkil al-iʿrāb: アラビア語の文法書。
- Sharḥ mukhtaṣar al-ʿulūm: アラビア語で書かれたイブン・ハージブ（英語版）の法学書の注釈。

## 人物
クトゥブッディーン・シーラーズィーの家系は、医者だけでなくスーフィーの家系であり、父はシハーブッディーン・ウマル・スフラワルディーからヒルカを授かり、クトゥブッディーンも父からヒルカを授かった。
クトゥブッディーンには様々な逸話が伝わっており、機知に富んだ様子がうかがえるが、例えば弟子の肌の色を揶揄するなど、皮肉屋の印象も持たれているようである。クトゥブッディーンの逸話の中でもよく知られているのは、師であるナスィールッディーン・トゥースィーに対する不遜で、傍目にみて両者の師弟関係が良好に映るようなものではなかった可能性がある。しかし、そのような逸話の具体的な中身は、年代的に史実と整合しないなど、事実を記したものとは思えないものも多い。もう一つ、よく知られている逸話としては、晩年のイルハン朝宰相ラシードゥッディーンとの反目があるが、こちらも実際にはラシードゥッディーンの著作に称賛の詞を記しているなど、事実とそぐわない部分がある。